# Walter Gottschalk
Walter Helbig Gottschalk (Lynchburg (Virgínia), 3 de novembro de 1918 — Providence, 15 de fevereiro de 2004) foi um matemático estadunidense.

## Publicações selecionadas
- Gottschalk, W. H. (1951), «Choice functions and Tychonoff's theorem», Proceedings of the American Mathematical Society, 2: 172, MR 0040376.
- Gottschalk, Walter Helbig; Hedlund, Gustav Arnold (1955), Topological dynamics, American Mathematical Society Colloquium Publications, 36, Providence, R. I.: American Mathematical Society, MR 0074810.
- Gottschalk, Walter (1973), «Some general dynamical notions», Recent Advances in Topological Dynamics (Proc. Conf. Topological Dynamics, Yale Univ., New Haven, Conn., 1972; in honor of Gustav Arnold Hedlund), Lecture Notes in Math., 318, Berlin, New York: Springer-Verlag, pp. 120–125, doi:10.1007/BFb0061728, .